# 釋善慧
釋善慧法師（1881年3月8日—1945年12月11日），俗名江清俊，法名常覺，別號露堂，臺灣基隆市人，曹洞宗代表，基隆月眉山靈泉寺創建者，祖籍福建汀州永定縣。
1896年（明治29年），隨其母皈依齋教龍華教，拜基隆源齋堂張太空（法名普漢，俗名張賜歡）為引進師，法名普傑。1900年（明治33年），來自福建鼓山湧泉寺的善智、妙密2位僧人，來臺灣弘揚佛法借宿在基隆奠濟宮，而奠濟宮成為說法的道場，江清俊前往受學佛經。在1902年（明治35年）由善智法師引導至鼓山湧泉寺落髮出家，法名常覺。返台後他於基隆月眉山創建靈泉寺，為日治時期臺灣佛教四大派系之一月眉山派的創立者，也是「臺灣佛教中學林」的創立者，先後擔任學監林長，培養人才。於1917年（大正6年），應台南地方人士請託，重興法華寺、彌陀寺。
在二次大戰之後積極籌組臺灣佛教總會。1945年年底於士林啟明堂圓寂。